# Die Kartause von Parma (Fernsehserie)
Die Kartause von Parma ist ein TV-Drama in sechs Folgen aus dem Jahr 1982, das von der RAI, ITF Polytel Italiana und der deutschen Tele München Gruppe produziert wurde. Regie führte Mauro Bolognini. Das Drama folgt der Handlung des gleichnamigen Romans von Stendhal aus dem Jahr 1839.
Die Serie ist die zweite Verfilmung des Romans nach dem gleichnamigen Film von Christian-Jaque aus dem Jahr 1948.

## Handlung
Fabrizio del Dongo, ein junger Edelmann, der von seiner Mutter und Tante aufgezogen wurde, meldet sich als Freiwilliger in die Armee von Napoléon und kämpft in der Schlacht bei Waterloo. In seinen Hoffnungen auf Ruhm enttäuscht, kehrt Fabrizio nach Parma zurück. Er strebt nun eine Karriere in der Kirche an und nimmt am höfischen Leben teil. Wegen seiner Kontakte zu einem Anarchisten ist er jedoch gezwungen, die Stadt zu verlassen. Er wird gefangen genommen und in der Zitadelle inhaftiert. Hier verliebt er sich in Clelia, die Tochter des Gefängnisgouverneurs, die ihm hilft, zu entkommen. Fabrizio kommt schließlich mit Clelia zusammen und bekommt mit ihm einen Sohn.
Als alter Mann zieht er sich nach dem Tod Clelias und des Kindes in die Kartause zurück, um dort seinen eigenen Tod zu erwarten.

## Produktion
Die Serie ist eine Gemeinschaftsproduktion von France 3 (FR3), Radiotelevisione Italiana (RAI), TMG und Zweites Deutsches Fernsehen (ZDF).
Drehorte waren u. a. Parma, Mantua, Colorno und Sabbioneta. Die Kostüme entwarfen Aldo Buti und Ugo Pericoli.